# Пар (грузинська літера)
Пар або п'ар (ფარ, [pʰar]) — двадцять перша літера грузинської абетки.
Приголосна літера. Вимовляється як українська [ п ] з придихом (МФА /pʰ/). Нею передають звук [ f ] в грузинській мові. За міжнародним стандартом ISO 9984 транслітерується як p'.
Не слід плутати її з літерою п'ар პ, яку вимовляють з горловою змичкою.

## Історія
| Асомтаврулі | Нусхурі | Мхедрулі |
| ----------- | ------- | -------- |
|             |         |          |

## Юнікод
- Ⴔ : U+10B4
- ფ : U+10E4